# توني كوكس (موسيقي)
توني كوكس (بالإنجليزية: Tony Cox)‏ هو موسيقي زيمبابوي، ولد في 24 يناير 1954 في Redcliff, Zimbabwe ‏ في زيمبابوي.

## وصلات خارجية
- توني كوكس على موقع ميوزك برينز (الإنجليزية)